# Ərməki
Ərməki è un comune dell'Azerbaigian situato nel distretto di Quba. Conta una popolazione di 1 582 abitanti.